# 21e étape du Tour d'Espagne 2024
Pour un article plus général, voir Tour d'Espagne 2024.
La 21e étape du Tour d'Espagne 2024 se déroule le dimanche 8 septembre 2024 à Madrid sous la forme d'un contre-la-montre individuel, sur une distance de 22 km.

## Parcours
À l'instar de la dernière étape du Tour de France disputée quelques semaines auparavant, la dernière étape de la Vuelta 2024 se déroule aussi sous la forme d'un contre-la-montre individuel. Toutefois, le tracé ultra plat dans les rues de Madrid tranche nettement avec le tracé montagneux de l'ultime étape du Tour.

## Résultats

### Classement de l'étape
| \| Classement de l'étape \| Classement de l'étape \| Classement de l'étape \| Classement de l'étape \| Classement de l'étape \| \| Coureur \| Coureur \| Pays \| Équipe \| Temps \| \| --------------------- \| --------------------- \| --------------------- \| -------------------------- \| --------------------- \| \| 1er \| Stefan Küng \| Suisse \| Groupama-FDJ \| 26 min 28 s \| \| 2e \| Primož Roglič \| Slovénie \| Red Bull-Bora-Hansgrohe \| + 30 s \| \| 3e \| Mattia Cattaneo \| Italie \| Soudal Quick-Step \| + 41 s \| \| 4e \| Filippo Baroncini \| Italie \| UAE Team Emirates \| + 43 s \| \| 5e \| Mauro Schmid \| Suisse \| Team Jayco AlUla \| + 46 s \| \| 6e \| Mathias Vacek \| Tchéquie \| Lidl-Trek \| + 52 s \| \| 7e \| Victor Campenaerts \| Belgique \| Lotto Dstny \| + 54 s \| \| 8e \| Mattias Skjelmose \| Danemark \| Lidl-Trek \| + 1 min 01 s \| \| 9e \| Harry Sweeny \| Australie \| EF Education-EasyPost \| + 1 min 02 s \| \| 10e \| Bruno Armirail \| France \| Decathlon-AG2R La Mondiale \| + 1 min 03 s \| |                    |           |                            |              |
| |                    |           |                            |              |
| Source : ProCyclingStats |                    |           |                            |              |
| Classement de l'étape |                    |           |                            |              |
| Coureur | Coureur            | Pays      | Équipe                     | Temps        |
| 1er | Stefan Küng        | Suisse    | Groupama-FDJ               | 26 min 28 s  |
| 2e | Primož Roglič      | Slovénie  | Red Bull-Bora-Hansgrohe    | + 30 s       |
| 3e | Mattia Cattaneo    | Italie    | Soudal Quick-Step          | + 41 s       |
| 4e | Filippo Baroncini  | Italie    | UAE Team Emirates          | + 43 s       |
| 5e | Mauro Schmid       | Suisse    | Team Jayco AlUla           | + 46 s       |
| 6e | Mathias Vacek      | Tchéquie  | Lidl-Trek                  | + 52 s       |
| 7e | Victor Campenaerts | Belgique  | Lotto Dstny                | + 54 s       |
| 8e | Mattias Skjelmose  | Danemark  | Lidl-Trek                  | + 1 min 01 s |
| 9e | Harry Sweeny       | Australie | EF Education-EasyPost      | + 1 min 02 s |
| 10e | Bruno Armirail     | France    | Decathlon-AG2R La Mondiale | + 1 min 03 s |

## Classements à l'issue de l'étape

### Classement général
| \| Classement général \| Classement général \| Classement général \| Classement général \| Classement général \| \| Coureur \| Coureur \| Pays \| Équipe \| Temps \| \| ------------------ \| ------------------ \| ------------------ \| ------------------ \| ------------------ \| |         |      |        |       |
| |         |      |        |       |
| Source : ProCyclingStats |         |      |        |       |
| Classement général |         |      |        |       |
| Coureur | Coureur | Pays | Équipe | Temps |

| Classement par points | Classement par points | Classement par points | Classement par points | Classement par points |
| Coureur               | Coureur               | Pays                  | Équipe                | Points                |
| --------------------- | --------------------- | --------------------- | --------------------- | --------------------- |

| Classement par points | Classement par points | Classement par points | Classement par points | Classement par points |
| Coureur               | Coureur               | Pays                  | Équipe                | Points                |
| --------------------- | --------------------- | --------------------- | --------------------- | --------------------- |

| Classement de la montagne | Classement de la montagne | Classement de la montagne | Classement de la montagne | Classement de la montagne |
| Coureur                   | Coureur                   | Pays                      | Équipe                    | Points                    |
| ------------------------- | ------------------------- | ------------------------- | ------------------------- | ------------------------- |

| Classement de la montagne | Classement de la montagne | Classement de la montagne | Classement de la montagne | Classement de la montagne |
| Coureur                   | Coureur                   | Pays                      | Équipe                    | Points                    |
| ------------------------- | ------------------------- | ------------------------- | ------------------------- | ------------------------- |

| Classement du meilleur jeune | Classement du meilleur jeune | Classement du meilleur jeune | Classement du meilleur jeune | Classement du meilleur jeune |
| Coureur                      | Coureur                      | Pays                         | Équipe                       | Temps                        |
| ---------------------------- | ---------------------------- | ---------------------------- | ---------------------------- | ---------------------------- |

| Classement du meilleur jeune | Classement du meilleur jeune | Classement du meilleur jeune | Classement du meilleur jeune | Classement du meilleur jeune |
| Coureur                      | Coureur                      | Pays                         | Équipe                       | Temps                        |
| ---------------------------- | ---------------------------- | ---------------------------- | ---------------------------- | ---------------------------- |

| Classement par équipes | Classement par équipes | Classement par équipes | Classement par équipes |
| Équipe                 | Équipe                 | Pays                   | Temps                  |
| ---------------------- | ---------------------- | ---------------------- | ---------------------- |

| Classement par équipes | Classement par équipes | Classement par équipes | Classement par équipes |
| Équipe                 | Équipe                 | Pays                   | Temps                  |
| ---------------------- | ---------------------- | ---------------------- | ---------------------- |

## Abandons
Aucun abandon.